# Ķ
Ķ (minuskuła ķ) – litera występująca w alfabecie łotewskim, oznaczająca palatalizowane k. Litera jest również wykorzystywana w międzynarodowym standardzie transliteracji cyrylicy na znaki alfabetu łacińskiego ISO 9 do oddawania cyrylickiej litery Қ.

## Kodowanie
| Znak                   | Ķ                                     | Ķ                                     | ķ                                   | ķ                                   |
| ---------------------- | ------------------------------------- | ------------------------------------- | ----------------------------------- | ----------------------------------- |
| Nazwa w Unikodzie      | Latin Capital Letter K with Cedilla Ķ | Latin Capital Letter K with Cedilla Ķ | Latin Small Letter K with Cedilla ķ | Latin Small Letter K with Cedilla ķ |
| Kodowanie              | dziesiątkowo                          | szesnastkowo                          | dziesiątkowo                        | szesnastkowo                        |
| Unicode                | 310                                   | U+0136                                | 311                                 | U+0137                              |
| UTF-8                  | 196 182                               | c4 b6                                 | 196 183                             | c4 b7                               |
| Odwołania znakowe SGML | &#310;                                | &#x0136;                              | &#311;                              | &#x0137;                            |
| Odwołania znakowe SGML | &Kcedil;                              | &Kcedil;                              | &kcedli;                            | &kcedli;                            |